# 이봉원
이봉원(李俸源, 1963년 8월 5일~ )은 대한민국의 희극 배우이다. 본관은 합천(陜川)이다.

## 생애
1984년 KBS 개그콘테스트 2기로 데뷔했다. 1991년 10월 SBS로 자리를 옮긴 간판급 개그맨에 속한 개그우먼 박미선과는 1993년에 결혼하였다. 1995년 초 SBS 개그맨 실장으로 선출됐으나 그 해 가을 프리랜서를 선언하면서 개그맨 실장 자리에서 물러났다. 또한, 당시 공동 MC로 활동해 온 <좋은 친구들> <코미디 전망대> 진행도 그만뒀다. 
한참 활동할 무렵 1999년 3월 코미디 연출을 공부하기 위하여 일본으로 건너갔다. 1년간 일본어학교에서 일본어를 배우고 나서 2006년 4월에 2년제 전문학교인 도쿄비주얼아트 연구과에 입학했다. 귀국 후에는 코미디 프로그램을 개발하기 위해 프로덕션을 설립해 직접 연출도 하고 코미디언이 되겠다는 후배들의 연기를 지도하기도 했다.
하지만, 2001년 가을 귀국한 뒤 컴백작으로 선택한 프로그램이자 메인 MC를 맡았던 SBS <코미디쇼 오 해피데이>가 시청률 난조로 9회 만에 조기종영된 후 한동안 방황하였다. 2002년 가을 시작된 iTV <최양락 이봉원의 소문만복래>를 통해 방송활동을 재개했으며 그 이후에는 iTV 위주로 활동했는데 이 프로그램 포함하여 iTV에서 호흡을 맞춘 후배 개그맨 김학도의 데뷔 노래를 본인(이봉원)의 초등학교-중학교 선배인 가수 김범룡이 작곡하기도 했다.
이주일 성대모사를 이주일에게 인정받았고, 이로 인해 2008년 흥국쌍용화재 자동차보험 이유다이렉트 CF에서 이주일의 목소리를 연기하였다. 유머일번지 동작그만에서 '곰팽이'라는 별명이 있으며, 실패한 사업을 가지고 박미선의 유머코드로 많이 사용하였으며, 자의적으로 사업 실패의 아이콘인 '누수맨'이라는 별명도 있다.

한편, 무종교로 알려졌으나 선배 개그맨 최양락과 함께 예전에  故 김수환 추기경을 만난 데다 1993년 말 본인(이봉원)이 속해 있었던 SBS 개그맨실과 자매결연을 맺은 천주교 복지재단 작은 평화의 집을 최양락 김은우를 비롯한 동료 개그맨들과 SBS 시절 매년 방문하는 등 천주교와 인연이 있기도 했다.

## 학력
- 서울용강초등학교 졸업
- 수도중학교 졸업
- 유한공업고등학교 졸업
- 장안실업전문대학 일본어학과 전문학사 졸업
- 도쿄 비주얼 아트 연구과 전문학사

## 별명
- 곰팽이
- 참새대가리[9]
- 음주봉원[10]

## 출연작 및 음반

### 예능
- 《가족오락관》 패널 (KBS)
- 《아내가 뿔났다》 (채널A)
- 《맛있는 원샷》 (채널 뷰)
- 《대한민국 창업프로젝트 천지창조》 (KBS)
- 《스타 다이빙 쇼 스플래시》 (MBC)
- 《자기야 - 백년손님》고정 패널 (SBS)
- 《유머 1번지》동작 그만, 물장수, 밤이면 밤마다 (KBS)
- 《쇼! 비디오 자키》시커먼스, 니캉내캉 (KBS) 장두석 과 공동출연
- 《행운의 일요특급》 (KBS)
- 《황금어장 - 라디오스타》 - 이봉원편 (MBC)
- 《황금어장 - 무릎 팍 도사》 - 이봉원편 (MBC)
- 《세상발견 유레카》 - 진행자 (TJB)
- 《미워도 다시 한번》 - 진행자 (SBS PLUS) (부인 박미선과 공동진행)
- 《세대공감 토요일》 (KBS)
- 《심형래 쇼》 (KBS)
- 《코미디쇼 7080》 (KBS)
- 《차렷! 동작그만》
- 《뺀질이와 곰팽이의 쫄병시절》
- 《부채도사와 홍길동》
- 《삼중성 (영화)|삼중성》
- 《파렴치한》 (SPICE TV)
- 《코미디쇼 코코아》 (TV조선)
- 《댁의 남편은 어떠십니까》 (tvN)
- 《인간의 조건》 (KBS)
- 《위기탈출 넘버원》 (KBS)
- 《해피투게더 3》 (KBS) (2015년 2월 19일 목요일 설날특집 박미선과 공동진행)
- 《세상발견 유레카》 (TJB)
- 《전국 톱 10 가요쇼》 (KNN → ubc)
- 《SNL 코리아 (시즌 6)》 (tvN)
- 《노다지쇼 팡팡팡》 (MBN)
- 《동상이몽, 괜찮아 괜찮아》 (SBS)
- 《미스터리 음악쇼 복면가왕》 (MBC) - 이상한 나라의 에이스
- 《아이돌잔치》 (TV조선)
- 《전국노래자랑》 초대가수 (KBS)
- 《쑈! TV유랑극단》 초대가수 (KNN)
- 《노래가 좋아》 초대가수 (KBS)
- 《코미디의 전당》 진행 (KBS2)
- 《신발벗고 돌싱포맨》 (SBS)
- 《코미디 전망대》 (SBS)
- 《꾸러기 대행진》 (SBS) 최양락 과 공동진행
- 《초특급 꾸러기 대행진》 (SBS) 최양락 과 공동진행
- 《깜짝 비디오 쇼》 (SBS) 최양락 과 공동진행
- 《좋은 친구들》 (SBS) 최양락 과 공동진행
- 《토요일 7시 웃으면 좋아요 》 (SBS) 철없는 아내 박미선 과 공동출연

### 영화
- 《뺀질이 행국이와 곰팽이의 쫄병 시절》 (1990년)
- 《차렷! 동작그만》
- 《부채 도사와 홍길동》 (1991년) ... 홍길동 역
- 《삼중성》 (1991년)
- 《그림 도사와 홍길동》 (1991년)
- 《하늘의 용사 이글맨》 (1991년)
- 《터미네이터의 형사 곰팽이》 (1991년)
- 《황금칼과 홍길동》 (1992년)
- 《홍길동 도사학교》 (1993년)
- 《망치를 든 땡구와 땡칠이》 (1998년)
- 《소년, 천국에 가다》 (2005년)
- 《돼지 같은 여자》 (2015년)

### 드라마, 시트콤
- 1998년 SBS 일일시트콤 《순풍산부인과》 (특별출연)
- 2002년 SBS 일일시트콤 《똑바로 살아라》 (특별출연)
- 2004년 SBS 일일시트콤 《압구정 종갓집》 (특별출연)
- 2005년 EBS 드라마스페셜 《겨울아이》
- 2009년 MBC 일일시트콤 《지붕뚫고 하이킥!》 - 봉실장 역
- 2012년 KBS 2TV 드라마스페셜 《국회의원 정치성 실종사건》 - 이순경 역
- 2016년 MBC 창사55주년 특별기획 주말드라마 《옥중화》 - 양동구 역
- 2017년 MBC 특별기획 주말드라마 《도둑놈, 도둑님》 - 남종합 역

### 라디오
- 2005년~2007년 SBS 러브FM 《이봉원의 낭만시대》
- 2008년~2010년 SBS 러브FM 《이봉원 박미선의 우리집 라디오》
- 2010년~2011년 SBS 러브FM 《이봉원 박미선의 와와쇼》

### CF
- 1987년 오리온 밀크 캬라멜
- 1988년 팔도 국시방 - "유머 1번지 - 물장수" 팀으로 출연.
- 1988년 남양유업 남양 요구르트 - "쇼 비디오 자키 - 시커먼스" 팀으로 출연.
- 1988년 롯데제과 룸바 - 조금산, 이경애와 함께 출연.
- 1989년 빙그레 짜장스낵
- 1989년 ~ 1990년 롯데제과 메가톤 바
- 1990년 샤니 밤꼬밤꼬 - "쇼 비디오 자키 - 시커먼스" 팀으로 출연.
- 1991년 한일약품 식카린S
- 1991년 롯데제과 찰떡 아이스
- 1991년 비락 비락 일품 알파 단팥죽 - "유머 1번지 - 밤이면 밤마다" 팀으로 출연.
- 1992년 해태제과 점보 부라보콘
- 1994년 태진음향 뮤지콤
- 2008년 애경 아이린 자연초
- 2010년 삼성테스코 홈플러스

### 뮤직비디오
- 2000년 태진아 《사랑은 아무나 하나》

### 음반
- 2016년 7월 《중년의 청춘아》

## 홍보대사
- 2004년 한국애견연맹 명예홍보대사
- 2009년 중소기업청 전국공동 전통시장 상품권 홍보대사
- 2009년 서울시복지재단 홍보대사
- 2010년 산림청 홍보대사
- 2013년 동촌CC 천사라운드 홍보대사
- 2017년 서울서부경찰서 젠더폭력 예방 홍보대사

## 수상 경력
- 1987년 제 1회 KBS 코미디 연기 대상 남자 신인상
- 1990년 제 4회 KBS 코미디 대상 남자 조연상
- 1993년 제 20회 한국방송대상 남자 코미디언상[11]

## 가족 관계
- 아버지 : 이종철(李鍾撤, 음력 1938년 5월 17일 ~ 2021년 1월 12일)
- 어머니 : 고정선(高貞善, 1937년 ~ ) - 장흥(長興) 고씨
- 장인어른 : 박창호
- 장모님 : 민정임
  - 누님 : 이영순(李永順, 1955년 ~ )
  - 자형 : 최인선(崔仁宣), 경주 최씨
  - 누님 : 이영혜(李永惠, 1962년 ~ 2009년)
  - 배우자 : 박미선 (朴美善, 1967년 3월 10일 ~ ) - 밀양 박씨 , 1993년 11월 13일 결혼[12]
    - 장남 : 이상엽(李相燁, 1997년 ~ )
    - 장녀 : 이유리(李瑜莉, 1995년 ~ )

## 같이 보기
- 이용식
- 김학래
- 이상운
- 김정렬
- 최양락
- 황기순